# Metanema bonadea
Metanema bonadea là một loài bướm đêm trong họ Geometridae.